# Dryófyto
Dryófyto, en grec moderne : Δρυόφυτο, est un village du dème de Zirós, district régional de Préveza, en Épire, Grèce.
Selon le recensement de 2011, la population du village s'élève à 266 habitants.